# Вера Ценић
Вера Ценић (Врање, 26. новембар 1930 — Врање, 25. мај 2020) била је српска књижевница, прва жена доктор наука у Врању и професорка југословенске књижевности и српског језика. Због политичких опредељења хапшена је као студенткиња; провела је више од годину и по дана на Голом отоку. Њен књижевни опус обухвата романе, есеје, огледе и студије. Радила је као професорка на некадашњој Педагошкој академији „Иво Андрић” (садашњем Педагошком факултету) у Врању. Била је први кустос-педагог Музеј куће Боре Станковића. Један од идејних покретача Борине недеље и један од оснивача Књижевне заједнице Борисав Станковић.

## Биографија
Дипломирала је, магистрирала и докторирала на Филолошком факултету у Београду, на Групи за југословенску књижевност и српскохрватски језик. Као студенткиња ухапшена је после једне биоскопске пројекције у Београду у пролеће 1950. године и послата на Голи оток, због садржаја дневника којег је водила и љубави према руским филмовима. Као осуђеница на друштвено-користан рад остала је на Голом отоку до краја 1951. године. Хапшење се повезивало са претходним лишавањем слободе њеног тадашњег партнера, касније супруга прим. др Градимира Ценића, у то време студента медицине, а касније чувеног врањског хирурга.
Три деценије свог радног века провела је у просвети, као професорка језика и књижевности, најпре на Учитељској школи у Врању, а потом на Педагошкој академији, претечи Педагошког факултета. Била је врло истакнут предавач, чији се часови памте по великом умећу у преношењу знања. Могла би се назвати и светским путником, јер је са супругом до 1991. године пропутовала све континенте и многобројне државе света.
Иза ње је остало вредно књижевно, научно и публицистичко дело. Издвајају се романи „Кањец фиљма” и „Иста прича”, први о голооточком, а други о пост-голооточком искуству. Врло су значајне њене студије  - „Часописи јужне Србије на раскршћу између XIX и XX столећа” (1983), „Огледи о Борисаву Станковићу” (књижевна студија, 1988), „Реторика” (са Сунчицом Денић, 1995). Написала је и публикацију „Водич кроз музеј кућу Борисава Станковића”.  
Приписују јој се заслуге за то да је 1964. године сачувала родну кућу Боре Станковића у Врању од сигурног, планираног рушења, у време када је локална власт имала неке друге планове за ту локацију у чувеној Баба Златиној улици у Врању.
После 2013. године са супругом Градимиром Ценићем доживели су у позним годинама закаснелу судску рехабилитацију, по властитом захтеву, а због неоправданог суђења и времена проведеног на Голом отоку у време Резолуције Информбироа, у периоду 1950/51.
У Јавној библиотеци „Бора Станковић” у Врању од 26. новембра 2022. године постоји Легат Вере Ценић, оформљен две и по године након смрти, када је родбина овој установи предала већи део грађе која представља њену заоставштину. Легат је отворен за јавност на дан њеног рођења.

## Дела
- Часописи јужне Србије на раскрсници XIX и XX столећа, Народни музеј Врање, 1982.
- Огледи о Борисаву Станковићу, Нова Југославија, 1988.[7]
- Кањец фиљма, Књижевна заједница Борисав Станковић, 1994.[8]
- Реторика - беседништво у теорији и пракси за студенте учитељских факултета (коауторство са Сунчицом Денић), Педагошки факултет Врање, 1995.
- Иста прича, Књижевна заједница Борисав Станковић, 2001.[9]

## Награде и признања
- Седмосептембарско признање Града Врања (1983).

- Повеља Борисав Станковић (Књижевна заједница Борисав Станковић, 2004).
- Јавно признање 31. јануар (Град Врање, 2013).
- Повеља Педагошког факултета у Врању (2017).

## Галерија
- Вера Ценић у свом радном окружењу
- Верина монографија Часописи Јужне Србије на раскрсници XIX и XX столећа
- Међу признањима је и Повеља Педагошког факултета у Врању